# Résolution 297 du Conseil de sécurité des Nations unies
Membres permanents
- Chine
- États-Unis
- France
- Royaume-Uni
- URSS

Membres non permanents
- Argentine
- Burundi
- Belgique
- Italie
- Japon
- Nicaragua
- Pologne
- Sierra Leone
- Somalie
- Syrie

Résolution no 296 Résolution no 298
La résolution 297 du Conseil de sécurité des Nations unies est adoptée à l'unanimité lors de la 1 578e séance du Conseil de sécurité des Nations unies le 15 septembre 1971, après l'examen de la demande d'adhésion du Qatar aux Nations unies. Cette résolution émise à l’Assemblée générale rapporte un avis favorable à l'adhésion du Qatar comme nouveau membre.

## Contexte historique
La Seconde Guerre mondiale remet en cause l'emprise des Britanniques sur leur Empire, particulièrement quand l'Inde devient indépendante en 1947.  L'incitation à un retrait semblable des émirats du Golfe s’accélère pendant les années 1950, et les Britanniques accueillent bien la déclaration d'indépendance du Koweït en 1961.
Sept ans plus tard, ils annoncent officiellement qu’ils se désengagent (politiquement, mais pas économiquement) du Golfe dans un délai de trois ans. Le Qatar, Bahreïn et sept autres États forment une fédération. Néanmoins, des conflits régionaux amènent le Qatar à déclarer son indépendance vis-à-vis de la coalition qui devient les Émirats arabes unis. 1971 marque la naissance du Qatar comme État souverain et devient membre de l'Organisation des Nations unies. (Issu de l'article Qatar).
À la suite de cette résolution ce pays est admis à l'ONU le 21 septembre 1971 ,,,

## Texte
- Résolution 297 sur fr.wikisource.org
- Résolution 297 sur en.wikisource.org